# أحمد كمال (لاعب كريكت)
أحمد كمال (15 يونيو 1977 - ) (بالبنغالية: আহমেদ কামাল)‏ هو لاعب كريكت بنغلاديشي. شارك مع منتخب بنغلادش الوطني للكريكت.

## وصلات خارجية
- أحمد كمال على موقع إي آس بي آن كريك إنفو (الإنجليزية)